# العكدة (البرح)

تعديل مصدري - تعديل

العكدة محلة تابعة لقرية البرح، التابعة لعزلة المسيل بمديرية فرع العدين إحدى مديريات محافظة إب في الجمهورية اليمنية، بلغ تعداد سكانها 214 حسب تعداد اليمن لعام 2004.